# Derambila
Derambila är ett släkte av fjärilar. Derambila ingår i familjen mätare.

## Dottertaxa tillDerambila, i alfabetisk ordning[1]
- Derambila adaucta
- Derambila aetherialis
- Derambila alucitaria
- Derambila ansorgei
- Derambila brunneicosta
- Derambila candidissima
- Derambila catharina
- Derambila colorata
- Derambila costata
- Derambila costipunctata
- Derambila delostigma
- Derambila dentifera
- Derambila dentiscripta
- Derambila efila
- Derambila fragilis
- Derambila galactina
- Derambila guttilinea
- Derambila hyperphyes
- Derambila idiosceles
- Derambila infelix
- Derambila iridoptera
- Derambila jacksoni
- Derambila larula
- Derambila liosceles
- Derambila livens
- Derambila lumenaria
- Derambila macritibia
- Derambila marginepunctata
- Derambila melagonata
- Derambila mitigata
- Derambila niphosphaeras
- Derambila obiana
- Derambila ochreicostalis
- Derambila pellucida
- Derambila permensata
- Derambila propages
- Derambila puella
- Derambila punctisignata
- Derambila rectiscripta
- Derambila sangirica
- Derambila saponaria
- Derambila satelliata
- Derambila sjostedti
- Derambila strigicosta
- Derambila syllaria
- Derambila synecdema
- Derambila thearia
- Derambila thrombocnemis
- Derambila zanclopterata
- Derambila zincaria